# Janez Aljančič (nogometaš)
za arhitekta in športnika glej Janez Aljančič, za hokejista in nogometaša Jani Aljančič
Janez (Jani) Aljančič, slovenski nogometaš, * 29. julij 1982, Ljubljana.
Aljančič je celotno kariero igral v slovenski ligi za klube Triglav, Olimpija, Ljubljana, Domžale in Maribor. Skupno je v prvi slovenski ligi odigral 199 prvenstvenih tekem in dosegel pet golov. Z Domžalami je osvojil naslov slovenskega državnega prvaka v sezonah 2006/07 in 2007/08, dvakrat je osvojil tudi slovenski pokal, v letih 2003 z Olimpijo in 2010 z Mariborom.
Za slovensko reprezentanco je nastopil 15. avgusta 2008 na prijateljski tekmi proti izraelski reprezentanci.